# Никоян, Людмила Арменовна
Людмила Арменовна Никоян (род. 1 августа 1979, РСФСР) — российская и армянская теннисистка.

## Биография
До 2001 года и после 2010 представляла Россию, с 2001 по 2010 — Армению. Выиграла восемь турниров ITF в парном разряде. В 2001 и 2008—2010 годах в составе сборной Армении сыграла 28 матчей, выиграла 21.
Лучший результат в мировом одиночном рейтинге — 500 (9 октября 2000), в парном рейтинге — 347 (15 мая 2000).
С 2014 года член сборной России по пляжному теннису. Наивысшая позиция в мировом рейтинге ITF по пляжному теннису — 14. В 2017 году — абсолютная чемпионка России и чемпионка мира (в смешанном парном разряде) по пляжному теннису. Неоднократный призёр командного чемпионата мира в составе сборной России.
Обладатель премии «Русский Кубок» в 2017 году, в номинации «Успех года».
В составе олимпийской сборной России — участник первых Всемирных пляжных Игр (ANOC World Beach Games 2019) в Дохе (Катар).
Тренер по теннису и пляжному теннису.
Серебряный призёр чемпионата мира 2019 года, бронзовая медаль чемпионата мира 2018 года.